# Melanie Felber
Melanie Maria Felber, född 14 februari 1991 i Luzern i Schweiz, är en schweizisk handbollsspelare som spelar som vänstersexa.

## Karriär
Felber växte upp i Danmark och har spelat handboll från barndomen. Hon spelade i Danmark i Silkeborg-Voel KFUM åren 2009-2013 innan hon flyttade till Halden HK i Norge där hon spelade i tre år 2013-2016. De två sista åren i Norge spelade hon gör Fredrikstad BK  2016-2018 men var barnledig sista spelåret. Hon flyttade till Skara HF 2018 samtidigt som sambon Rex Blom började spela för IFK Skövde. Hon har blivit uttagen i SHE:s All star team som bästa vänstersexa säsongerna 2019/2020, 2020/2021 och 2022/2023. 2025 blev hon svensk mästare med Skara HF, då de vann finalen mot IK Sävehof med 3-1 i matcher.
Internationellt har hon spelat några landskamper för Schweiz damlandslag i handboll.